# Orroli
Orroli (en sardo: Arròli) es un municipio de Italia de 2.647 habitantes en la provincia de Cerdeña del Sur, región de Cerdeña. Está situado a 50 km al norte de Cagliari.
El nombre del municipio proviene de una palabra sarda que hace referencia a los bosques de roble de la región. La actividad agropecuaria es la predominante, aunque se ha desarrollado ligeramente el turismo en los últimos años, en parte debido a los numerosos sitios arqueológicos, como los nuragues Arrubiu (el más complejo de toda la isla) y Su Putzu. El edificio religioso de mayor importancia es la iglesia de San Nicola.

## Evolución demográfica
| Gráfica de evolución demográfica de Orroli entre 1861 y |
|                                                         |
| Fuente ISTAT - Elaboración gráfica de Wikipedia         |